# Locride Opunzia
La Locride Opunzia era una parte della Locride abitata dai locresi opunzi (Ὀπούντιοι) nel distretto della Locride Epicnemidia (tra il porto di Dafnunte e il fiume Cefiso).

## Storia
Prese il suo nome dalla sua polis principale, Opunte. Alcune fonti, però, come Locride Opunzia designano l'intero territorio della Locride Epicnemidia.
La città più a sud era Larimna, al confine con la Beozia (che era in precedenza una città della Beozia). Strabone afferma che il porto di Dafnunte, che era stato distrutto a suo tempo, un tempo era un'enclave dei  focesi, che serviva anche per separare la Locride Epicnemidia dalla Opunzia e gli opunzesi vivevano a sud di Dafnunte. Una catena montuosa si snodava dal Monte Eta e progrediva, parallela alla costa verso sud, separando la Locride Opunzia nord-orientale dalla Beozia.
Le sue città principali erano: Alope, Cino, Opunte, Halas e Larimna sulla costa e Caliaro, Narix e Corsea all'interno.